# DDR-Meisterschaften im Feldfaustball 1984
Die DDR-Meisterschaften im Feldfaustball 1984 waren seit 1949 die 35. Austragung der Meisterschaften im Faustball auf dem Feld in der DDR im Jahre 1984.
Die beiden Finalturniere der jeweils vier Oberliga-Erstplatzierten der Frauen und Männer fanden am 8. September 1984 in Jüterbog im Bezirk Potsdam statt.

## Frauen
Abschlusstabelle der Hauptrunde:
| Platz | Mannschaft                 | Punkte                                                  | Siege                                                   | Remis                                                   | Niederlagen                                             | Bälle                                                   | Vorgabezähler                                           |
| 1.    | Chemie Weißwasser (M)      | 22:2                                                    | 11                                                      | –                                                       | 1                                                       | 345:233                                                 | 3                                                       |
| 2.    | Lokomotive Schwerin I      | 16:8                                                    | 8                                                       | –                                                       | 4                                                       | 296:248                                                 | 2                                                       |
| 3.    | TSG Berlin-Oberschöneweide | 14:10                                                   | 7                                                       | –                                                       | 5                                                       | 274:237                                                 | 1                                                       |
| 4.    | Spielgemeinschaft Görlitz  | 12:12                                                   | 6                                                       | –                                                       | 6                                                       | 293:279                                                 | 0                                                       |
| 5.    | Lokomotive Schwerin II (N) | 11:13                                                   | 5                                                       | 1                                                       | 6                                                       | 293:285                                                 | –                                                       |
| 6.    | Pentacon Dresden           | 7:17                                                    | 3                                                       | 1                                                       | 8                                                       | 254:325                                                 | –                                                       |
| 7.    | Lokomotive Schleife        | 2:22                                                    | 1                                                       | –                                                       | 11                                                      | 246:394                                                 | –                                                       |
| 8.    | Empor Barby (N)            | disqualifiziert wegen Nichtantritts am letzten Spieltag | disqualifiziert wegen Nichtantritts am letzten Spieltag | disqualifiziert wegen Nichtantritts am letzten Spieltag | disqualifiziert wegen Nichtantritts am letzten Spieltag | disqualifiziert wegen Nichtantritts am letzten Spieltag | disqualifiziert wegen Nichtantritts am letzten Spieltag |

Abstieg: Lok Schleife hatte sich am 15. September 1984 in Heidenau mit den Liga-Staffelsiegern für die Oberliga zu qualifizieren. Empor Barby stieg aufgrund der Disqualifikation direkt in die DDR-Liga ab. Die Damen von Pentacon Dresden spielte in der folgenden Saison aus Altersgründen nicht mehr in der Feld-Oberliga, der sie seit 1971 angehörten.

Oberliga-Qualifikationsturnier

Staffelrunde
| \| SG Cossebaude \| – \| Lok Schleife \| 30:21 \| \| SG Cossebaude \| – \| Empor Grabow \| 36:25 \| \| Lok Schleife \| – \| Empor Grabow \| 30:25 \| |     |              |       |
| SG Cossebaude | 4:0 | 66:46        |       |
| Lok Schleife | 2:2 | 51:55        |       |
| Empor Grabow | 0:4 | 50:66        |       |
| SG Cossebaude | –   | Lok Schleife | 30:21 |
| SG Cossebaude | –   | Empor Grabow | 36:25 |
| Lok Schleife | –   | Empor Grabow | 30:25 |

| SG Cossebaude | – | Lok Schleife | 30:21 |
| SG Cossebaude | – | Empor Grabow | 36:25 |
| Lok Schleife  | – | Empor Grabow | 30:25 |

| \| Rotation Berlin \| – \| SG Bademeusel \| 28:22 \| \| Rotation Berlin \| – \| Plasttechnik Greiz \| 30:18 \| \| SG Bademeusel \| – \| Plasttechnik Greiz \| 24:24 \| |     |                    |       |
| Rotation Berlin | 4:0 | 58:40              |       |
| SG Bademeusel | 1:3 | 46:52 0-6          |       |
| Plasttechnik Greiz | 1:3 | 42:54 -12          |       |
| Rotation Berlin | –   | SG Bademeusel      | 28:22 |
| Rotation Berlin | –   | Plasttechnik Greiz | 30:18 |
| SG Bademeusel | –   | Plasttechnik Greiz | 24:24 |

| Rotation Berlin | – | SG Bademeusel      | 28:22 |
| Rotation Berlin | – | Plasttechnik Greiz | 30:18 |
| SG Bademeusel   | – | Plasttechnik Greiz | 24:24 |

Um Platz 5: Empor Grabow – Plasttechnik Greiz 34:29
Endrunde
Die jeweils ersten beiden Mannschaften spielten gegen die anderen; die Spielergebnisse der Staffeln wurden mitgenommen:

| SG Cossebaude | – | Rotation Berlin | 24:22 |
| SG Cossebaude | – | SG Bademeusel   | 29:23 |
| Lok Schleife  | – | Rotation Berlin | 20:22 |
| Lok Schleife  | – | SG Bademeusel   | 35:19 |

| SG Cossebaude    | 6:0 | 83:66 |
| Rotation Berlin  | 4:2 | 72:66 |
| Lok Schleife (O) | 2:4 | 76:71 |
| SG Bademeusel    | 0:6 | 64:92 |

Spiele der Finalrunde:
| Chemie Weißwasser   | – | SpG Görlitz                | 22:27 |
| Lokomotive Schwerin | – | TSG Berlin-Oberschöneweide | 25:15 |
| Chemie Weißwasser   | – | Lokomotive Schwerin        | 24:18 |
| SpG Görlitz         | – | TSG Berlin-Oberschöneweide | 18:18 |
| Chemie Weißwasser   | – | TSG Berlin-Oberschöneweide | 40:12 |
| SpG Görlitz         | – | Lokomotive Schwerin        | 20:21 |

Abschlusstabelle:
| Platz | Mannschaft                 | Punkte | Vorgabezähler | Gesamt | Bälle/Diff. |
| 1.    | Chemie Weißwasser          | 4:2    | 3             | 7:2    | 86:57       |
| 2.    | Lokomotive Schwerin        | 4:2    | 2             | 6:2    | 64:59       |
| 3.    | SpG Görlitz                | 3:3    | 0             | 3:3    | 65:61       |
| 4.    | TSG Berlin-Oberschöneweide | 1:5    | 1             | 2:5    | 45:83       |

Kader der Mannschaften:
|    | BSG Chemie Weißwasser: Gisela Bursch, Ursula Lisk, Waltraud Steide, Karin Lesch, Ute Götz, Karin Lindner Übungsleiter: Walter Wiedemann                       |
|    | Lok Schwerin: Beate Dreyer, Dagmar Stammann, Heike Brusberg, Carola Schiechel, Sabine Schwesig, Susann Standfuß, Heidrun Neumann Übungsleiter: Horst Stammann |
|    | Spielgemeinschaft Görlitz: Katharina Grüllig, Nina Büttner, Elke Krause, Sylvia Renner, Margit Schreiber, Regina Kreisel, Ilona Schon                         |
| 4. | TSG Berlin-Oberschöneweide: Vera Zielke, Gisela Lemcke, Marina Grunert, Gisela Götze, Regina Seitz, Gudrun Derle, Kerstin Thürk                               |

## Männer
Abschlusstabelle der Hauptrunde:
| Platz | Mannschaft                    | Punkte | Siege | Remis | Niederlagen | Bälle   | Vorgabezähler |
| 1.    | Traktor Bachfeld (M)          | 31:9   | 15    | 1     | 4           | 622:484 | 3             |
| 2.    | Lokomotive Dresden I          | 30:10  | 15    | –     | 5           | 637:522 | 2             |
| 3.    | Lok „Erich Steinfurth“ Berlin | 28:12  | 13    | 2     | 5           | 559:506 | 1             |
| 4.    | Fortschritt Glauchau          | 26:14  | 13    | –     | 7           | 579:507 | 0             |
| 5.    | Chemie Zeitz                  | 24:16  | 12    | –     | 8           | 572:496 | –             |
| 6.    | ISG Hirschfelde               | 23:17  | 11    | 1     | 8           | 595:559 | –             |
| 7.    | SpG Heidenau                  | 21:19  | 10    | 1     | 9           | 567:508 | –             |
| 8.    | Plasttechnik Greiz (N)        | 14:26  | 7     | –     | 13          | 535:569 | –             |
| 9.    | Medizin Erfurt (N)            | 11:29  | 5     | 1     | 14          | 520:632 | –             |
| 10.   | SpG Görlitz (N)               | 6:34   | 3     | –     | 17          | 485:660 | –             |
| 11.   | Lokomotive Dresden II         | 6:34   | 3     | –     | 17          | 483:701 | –             |

Abstieg: Die Mannschaften auf den letzten drei Plätzen stiegen in die DDR-Liga ab.
Spiele der Finalrunde:
| Fortschritt Glauchau                 | – | Traktor Bachfeld                     | 29:23 |
| Lok Dresden I                        | – | Lokomotive „Erich Steinfurth“ Berlin | 29:26 |
| Lokomotive „Erich Steinfurth“ Berlin | – | Traktor Bachfeld                     | 30:20 |
| Fortschritt Glauchau                 | – | Lok Dresden I                        | 25:36 |
| Fortschritt Glauchau                 | – | Lokomotive „Erich Steinfurth“ Berlin | 27:29 |
| Lok Dresden I                        | – | Traktor Bachfeld                     | 38:16 |

Abschlusstabelle:
| Platz | Mannschaft                           | Punkte | Vorgabezähler | Gesamt | Bälle/Diff. |
| 1.    | Lokomotive Dresden I                 | 6:0    | 2             | 8:0    |             |
| 2.    | Lokomotive „Erich Steinfurth“ Berlin | 4:2    | 1             | 5:2    |             |
| 3.    | Traktor Bachfeld                     | 0:6    | 3             | 3:6    |             |
| 4.    | Fortschritt Glauchau                 | 2:4    | 0             | 2:4    |             |

Kader der Mannschaften:
|    | Lokomotive Dresden I: Hellmut Pöge, Dieter Bernard, Jochen Bitterlich, Volker Kretschmer, Detlef Sorge, Jochen Philipp                                     |
|    | Lokomotive „Erich Steinfurth“ Berlin: André Großer, Dr. Cornelius Frömmel, Christoph Knuth, Karl-Heinz Berndt, Frank Schneider, Michael Schulsky, Rolf May |
|    | Traktor Bachfeld: Volker Bischoff, Gernot Luthardt, Herbert Probst, Jürgen Bischoff, Ulrich Weigand, Bernd Bischoff                                        |
| 4. | Fortschritt Glauchau: Rolf Malecha, Wolfgang Höser, Frank Ebersbach, Stefan Taubert, Werner Parnitzke, Peter Krey, Thomas Rudolph                          |

## Anmerkung
1. 1 2 3 4  Vorgabezähler: Gemäß ihrer Platzierung in der Hauptrunde erhielten die qualifizierten Mannschaften Punkte für die Endrunde. Der Erste erhielt dabei drei Punkte, der Zweitplatzierte zwei, der Dritte noch einen.